# 6230 Fram
6230 Fram è un asteroide della fascia principale. Scoperto nel 1984, presenta un'orbita caratterizzata da un semiasse maggiore pari a 2,7837056 au e da un'eccentricità di 0,0836283, inclinata di 3,27466° rispetto all'eclittica.
L'asteroide è dedicato alla nave norvegese Fram.